# 中国人民大学哲学院
中国人民大学哲学系，前身为中国人民大学哲学院，于1956年成立，曾在2003年与文学系和历史系一同组建成立人文学院，于2005年5月依托哲学系成立了哲学院。

## 学院简介
历任院（系）领导（1956－2009）
担任过哲学系主任和哲学院院长的有：何思敬、吴江、张腾霄、罗国杰、陈先达、刘大椿、焦国成和冯俊教授。现任哲学院院长是中国人民大学校长助理郝立新教授，党委书记葛晨虹教授，副院长为韩东晖教授、干春松教授、魏德东副教授，党委副书记田传峰。

## 管理机构

### 行政领导
- 院长：郝立新教授、校长助理（负责学院全面工作）
- 副院长：
  - 韩东晖教授（分管学科建设、研究生工作、网络建设）
  - 干春松教授（分管科研工作、图书资料建设）
  - 魏德东教授（分管本科教学、外事、在职研究生课程进修班工作）
- 院务助理：
  - 温海明副教授（外事办公室）
  - 余开亮副教授（协助科研工作）

## 哲学院学生会
哲学院学生会由学生组成，责任为组织哲学院的活动，如心声若水校园歌唱比赛。